# Tizimín (município)
Tizimín é um município do estado do Iucatã, no México. A população do município calculada no censo 2005 era de 69 553 habitantes.